# Jake Oettinger
Jake Oettinger, född 18 december 1998, är en amerikansk professionell ishockeymålvakt som är kontrakterad till Dallas Stars i National Hockey League (NHL) och spelar för Texas Stars i American Hockey League (AHL). Han har tidigare spelat för Boston University Terriers i National Collegiate Athletic Association (NCAA) och Team USA i United States Hockey League (USHL).
Oettinger draftades av Dallas Stars i första rundan i 2017 års draft som 26:e spelare totalt.